# Distrito de Pilsen-norte
El distrito de Pilsen-norte (en checo: Okres Plzeň-sever) es uno de los siete distritos que forman la región de Pilsen, República Checa, con una población estimada a principio del año 2018 de 78 561 habitantes. Se encuentra ubicado al oeste del país, al oeste de Praga, cerca de la frontera con Alemania. Su capital es la ciudad de Pilsen.

## Localidades (población año 2018)
- Bdeněves 669
- Bezvěrov 657
- Bílov 83
- Blatnice 862
- Blažim 61
- Bohy 125
- Brodeslavy 70
- Bučí 163
- Čeminy 266
- Černíkovice 77
- Čerňovice 200
- Česká Bříza 569
- Chotíkov 1153
- Chříč 212
- Dobříč 420
- Dolany 291
- Dolní Bělá 435
- Dolní Hradiště 54
- Dražeň140
- Druztová 780
- Heřmanova Huť 1763
- Hlince 78
- Hněvnice 116
- Holovousy 61
- Horní Bělá 566
- Horní Bříza 4237
- Hromnice 1219
- Hvozd 246
- Jarov 141
- Kaceřov 140
- Kaznějov 3075
- Kbelany 101
- Kočín 135
- Kopidlo 146
- Koryta 135
- Kožlany 1432
- Kozojedy 578
- Kozolupy 1088
- Kralovice 3497
- Krašovice 370
- Křelovice 231
- Krsy 243
- Kunějovice 163
- Ledce 827
- Líně 2669
- Líšťany 741
- Líté 200
- Lochousice 121
- Loza 261
- Manětín 1125
- Město Touškov 2176
- Mladotice 551
- Mrtník 332
- Myslinka 203
- Nadryby 127
- Nečtiny 625
- Nekmíř 501
- Nevřeň 289
- Nýřany 7002
- Obora 550
- Ostrov u Bezdružic 208
- Pastuchovice 75
- Pernarec 759
- Pláně 272
- Plasy 2671
- Plešnice 287
- Pňovany 443
- Potvorov 136
- Přehýšov 459
- Příšov 304
- Rochlov 293
- Rybnice 542
- Sedlec 93
- Slatina 63
- Štichovice 110
- Studená36
- Tatiná 243
- Tis u Blatna 106
- Tlučná 3269
- Třemošná 4977
- Trnová 891
- Úherce 369
- Újezd nade Mží 98
- Úlice 501
- Úněšov 575
- Úterý 472
- Vejprnice 4232
- Velečín 63
- Vochov 937
- Všehrdy 55
- Všeruby 1454
- Výrov 459
- Vysoká Libyně 235
- Zahrádka 149
- Zbůch 2370
- Žihle 1330
- Žilov 425
- Zruč-Senec 3252